# Lampetra planeri
La lamprea de arroyo (Lampetra planeri) es una especie de pez agnato (sin mandíbulas) del orden Petromyzontiformes, una de las pocas especies actuales de su clase; es más pequeña que la lamprea de río. Forma parte del Catálogo Nacional de especies protegidas, siendo una especie vulnerable.

## Descripción
Tiene dos aletas dorsales unidas entre sí, no tiene aletas pares. Los adultos poseen una ventosa bucal con placas dentarias y dentículos, aunque no es una especie parásita; las larvas se alimentan de algas que filtran del lodo del fondo de los ríos mientras que los adultos no se alimentan.

## Distribución
Sólo se conocen tres poblaciones ibéricas, una en la regata de Orabidea (Navarra), en la cuenca del río Deva (Asturias),[cita requerida] y otra en el río Seiçal en el centro de Portugal.[cita requerida]

## Hábitat y reproducción
Habita en los fondos arenosos de arroyos y ríos poco caudalosos. Se reproducen entre abril y mayo, ponen entre 1000 y 2000 huevos. Las larvas no sufren metamorfosis hasta pasados más de 6 años, tras este proceso alcanzan la madurez sexual. Este pez es presa de otros peces y aves acuáticas.